# Chloroclystis bischoffaria
Chloroclystis bischoffaria là một loài bướm đêm trong họ Geometridae.